# DM Возничего
DM Возничего (лат. DM Aurigae) — одиночная переменная звезда в созвездии Возничего на расстоянии (вычисленном из значения параллакса) приблизительно 2073 световых лет (около 635 парсеков) от Солнца. Видимая звёздная величина звезды — от менее +13,5m до +10m.

## Характеристики
DM Возничего — красная пульсирующая переменная звезда, мирида (M) спектрального класса M7. Эффективная температура — около 3282 К.